# Roodstaartsnijdervogel
De roodstaartsnijdervogel (Orthotomus sericeus) is een snijdervogel die voorkomt in de Indische Archipel.

## Kenmerken
De roodstaartsnijdervogel is een klein vogeltje (11 cm lang), vaak te zien met een opgewipte staart. Van boven is hij donkergrijs; de vogel verschilt van andere snijdervogels door zijn licht okerkleurige borst, een roodbruine bovenkop en witte wangen. De staart is van boven roodbruin. De onderstaartdekveren en anaalstreek zijn ook licht okerkleurig.

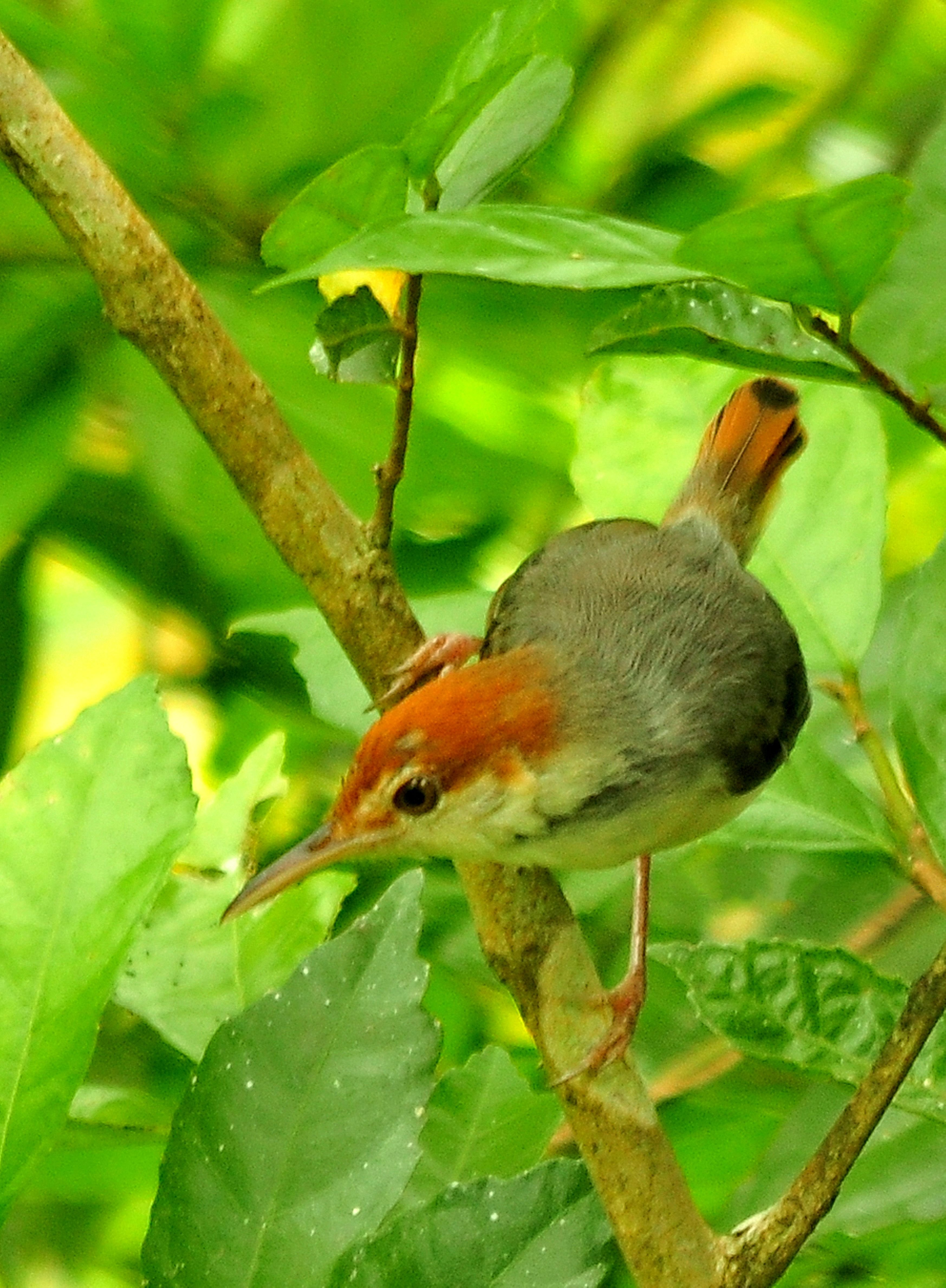

## Verspreiding en leefgebied
De roodstaartsnijdervogel (nominaat) komt voor op Borneo. Twee andere ondersoorten komen voor op het schiereiland Malakka, Sumatra, en Palawan (Filipijnen). Het is een vrij schaarse, slechts plaatselijk voorkomende soort waarvan de habitat een beetje overlap vertoont met dat van de grijze snijdervogel. De roodstaartsnijdervogel heeft echter meer de voorkeur voor bosranden, agrarisch gebied en tuinen in gebieden aan de kust.

## Ondersoorten
Er zijn drie ondersoorten:
- O. s. hesperius: Malakka, Sumatra en Billiton.
- O. s. sericeus: Borneo en de westelijke en zuidwestelijke Filipijnen.
- O. s. rubicundulus: Natuna-eilanden.

## Status
De roodstaartsnijdervogel heeft een groot verspreidingsgebied en daardoor alleen al is de kans op uitsterven uiterst gering. De grootte van de populatie is niet gekwantificeerd. Er is geen aanleiding te veronderstellen dat de soort in aantal achteruit gaat. Om die redenen staat deze snijdervogel als niet bedreigd op de Rode Lijst van de IUCN.